# کوایدرسباخ
کوایدرسباخ (به آلمانی: Queidersbach) یک شهر در آلمان است که در کایزرسلاوترن واقع شده‌است. کوایدرسباخ ۲٬۸۵۳ نفر جمعیت دارد.